# Lijst van personen uit Seoel
Dit is een chronologische lijst van personen uit Seoel. Het gaat om personen die in deze Zuid-Koreaanse  stad zijn geboren.

## voor 1900

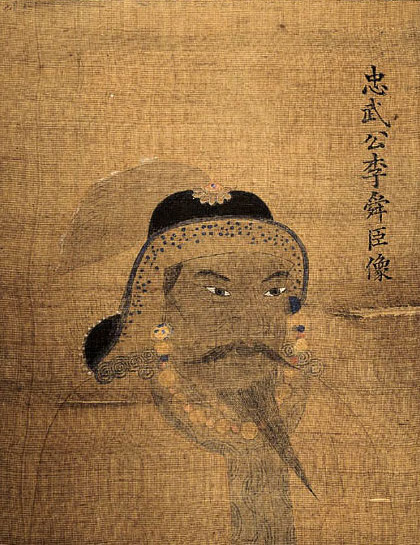
Admiraal Yi Sun-sin (1545-1598)

- Yi Sun-sin (1545-1598), marineofficier
- Yun Seon-do (1587-1671), dichter en kunstenaar

## 1900-1949

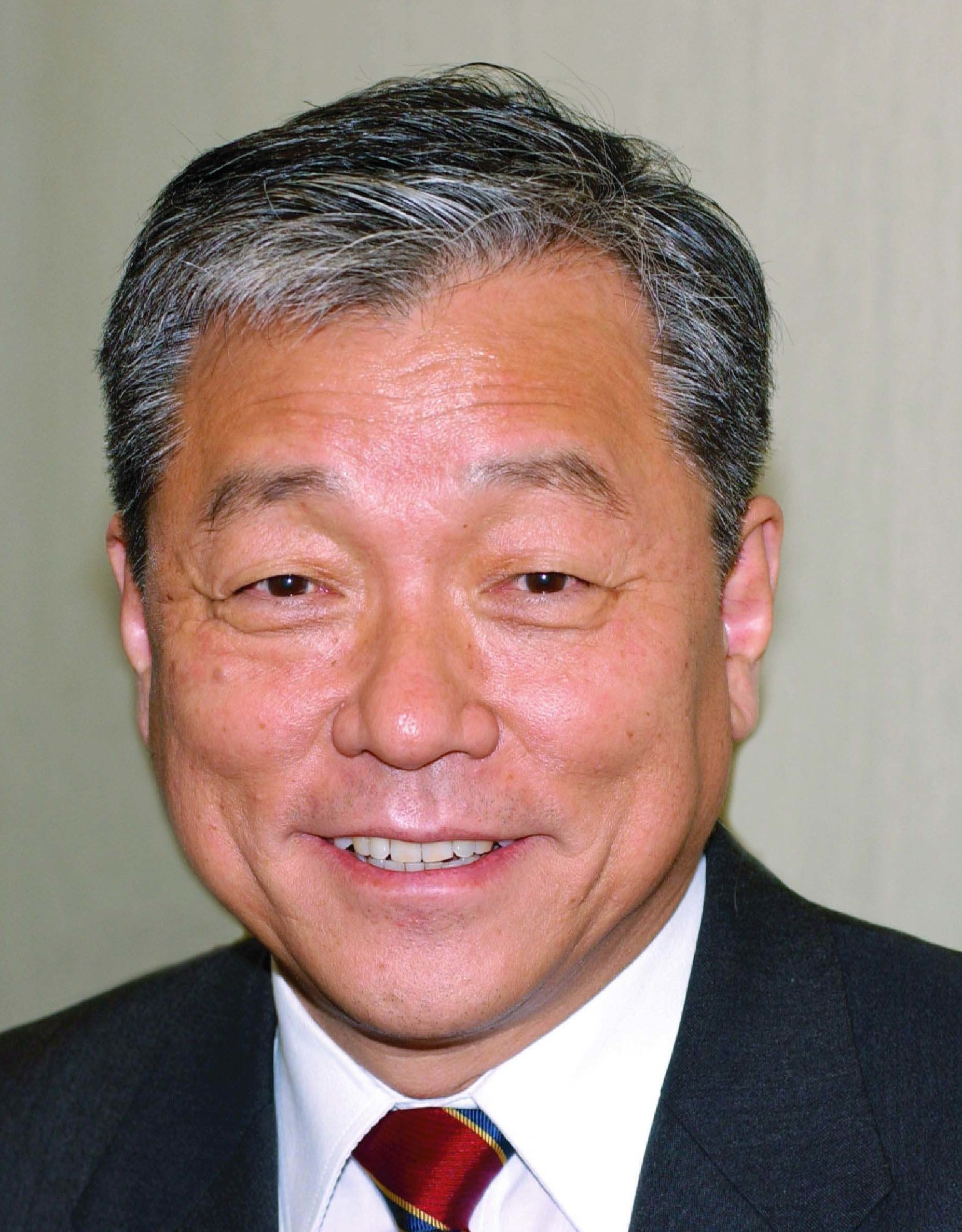
Medicus Lee Jong-wook (1945-2006)

- Sugako Hashida (1925-2021), Japans scenarioschrijfster
- Akihiko Hirata (1927-1984), Japans toneelspeler
- Nicholas Cheong Jin-suk (1931-2021), kardinaal; aartsbisschop van Seoel 1998-2012
- Nam June Paik (1932-2006), Amerikaans kunstenaar
- Chung Mong-koo (1938), voorzitter van de Hyundai Motor Group
- Toyo Ito (1941), Japans architect
- Lee Jong-wook (1945-2006), medicus en directeur-generaal van de Wereldgezondheidsorganisatie
- Paul Tschang In-Nam (1949), geestelijke

## 1950-1969
- Myung-Whun Chung (1953), dirigent en pianist
- Woo Bum-kon (1955-1982), moordenaar, amokmaker
- Lee Hee-wan (1956-2011), volleyspeler en -trainer
- Daniel Chonghan Hong (1956), natuurkundige
- Jim Yong Kim (1959), president Wereldbank
- Phillip Rhee (1960), Koreaans-Amerikaans acteur, fimregisseur en -producer
- Yoon Suk-yeol (1960), president van Zuid-Korea (2022-heden)
- Jim Lee (1964), Koreaans-Amerikaans comictekenaar en uitgever
- Chang-Rae Lee (1965), Amerikaans schrijver
- Hilmar Mulder (1968), Nederlands tijdschriftredactrice (Libelle)
- Hong Myung-bo (1969), voetballer

## 1970-1979

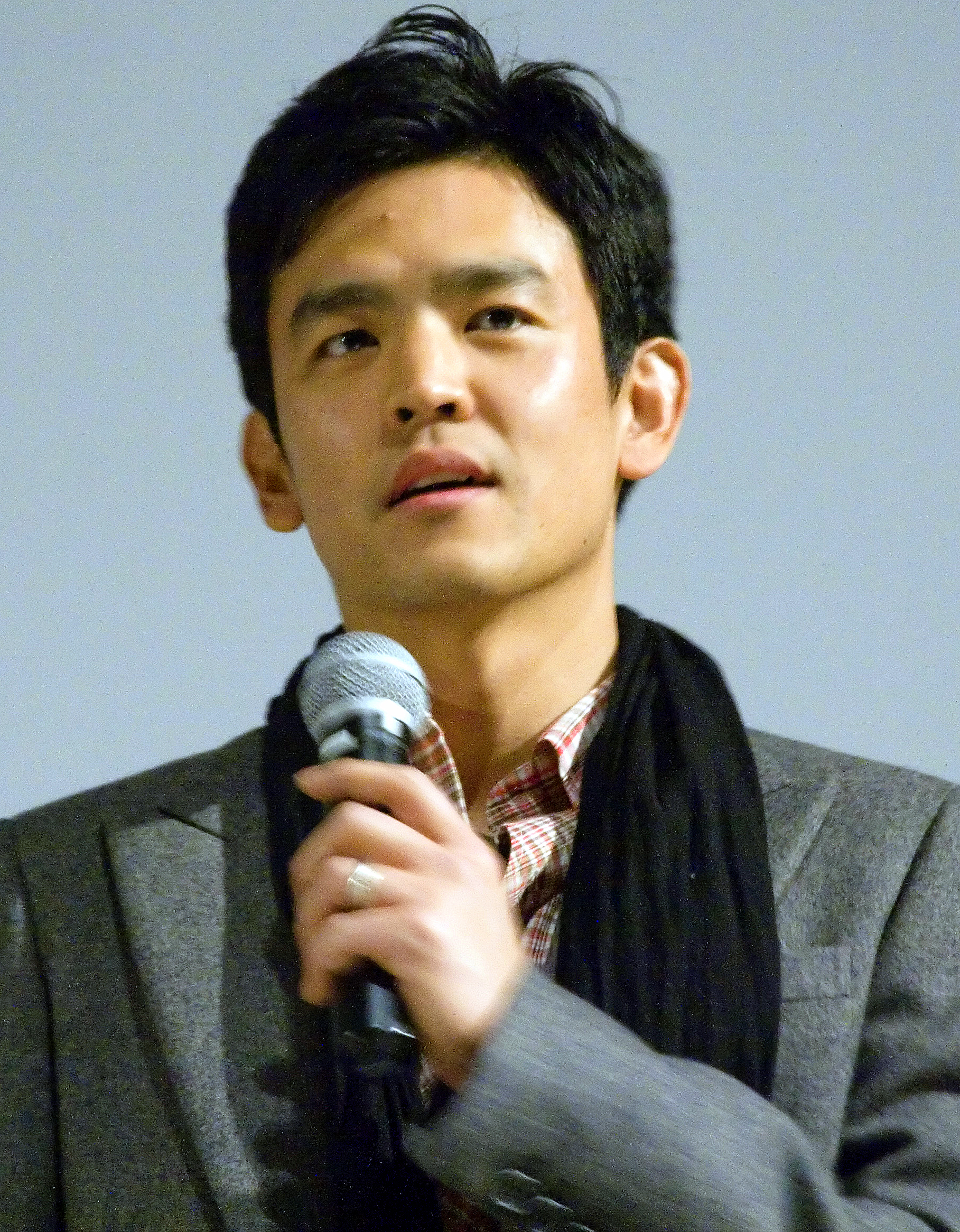
Acteur John Cho (1972)

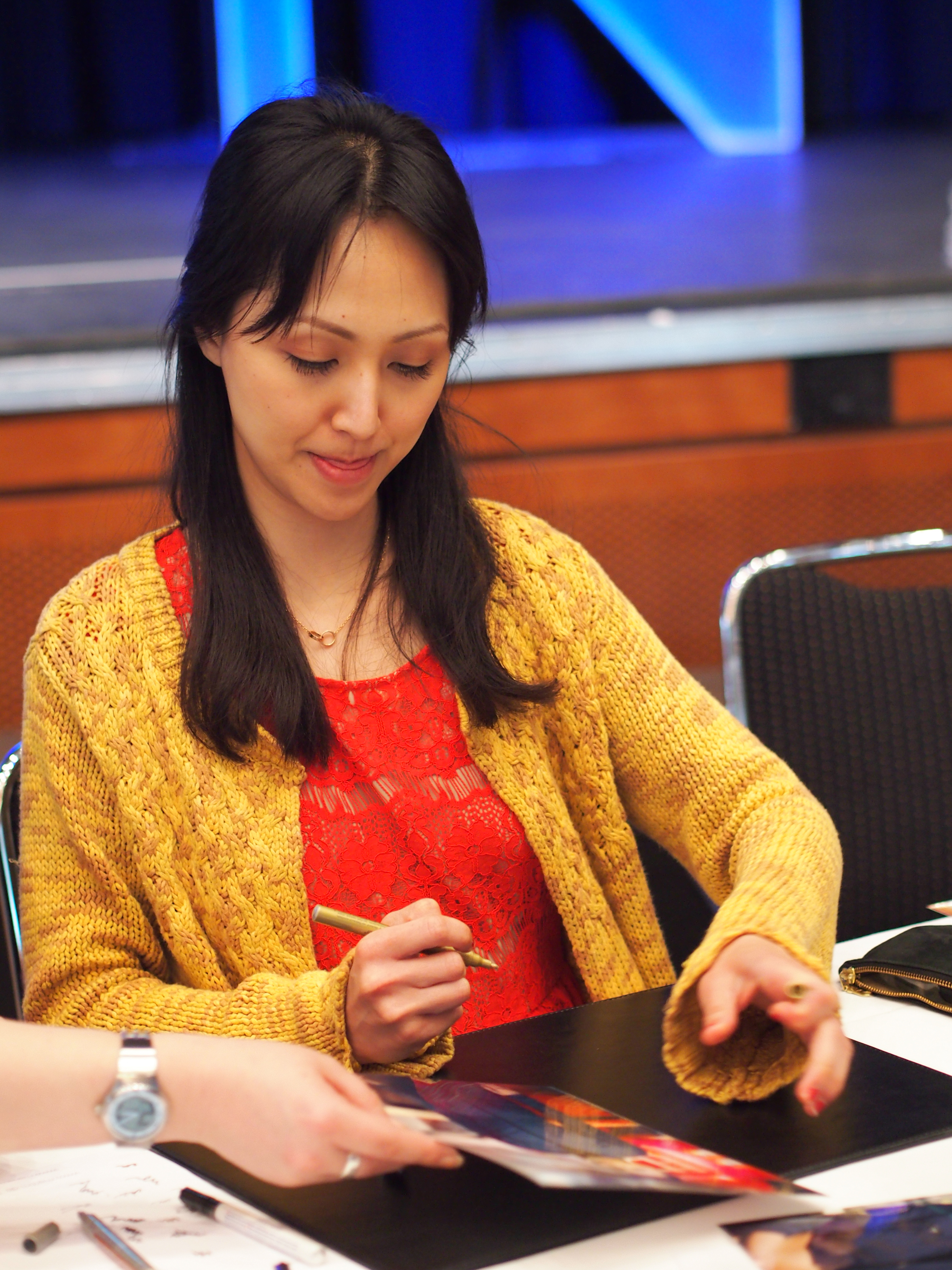
Actrice Linda Park (1978)

- Lee Kwang-Keun (1970), operazanger
- Koh Chang-su (1970), componist
- Seo Jung-won (1970), voetballer
- Kim Soo-nyung (1971), handboogschutter
- Yoo Sang-chul (1971-2021), voetballer en voetbaltrainer
- John Cho (1972), acteur
- Bae Yong-jun (1972), toneelspeler
- Hur Suk-ho (1973), golfprofessional
- Nicole Bilderback (1975), actrice
- Mischa Blok (1975), Nederlands radiopresentator, schrijver, verslaggever en documentairemaker
- Song Dae-won (1975), skateboarder
- Kim Ji-young (1975), pianiste
- Ahn Jung-hwan (1976), voetballer
- Hines Ward (1976), Amerikaanse Americanfootballspeler
- Gee Hye Lee (1977), jazzpianiste
- PSY (1977), popartiest
- Lee Kyou-hyuk (1978), langebaanschaatser
- Linda Park (1978), Amerikaanse actrice
- In-Soo Radstake (1979), Nederlandse journalist, filmproducent en documentairemaker
- Joscelin Yeo (1979), Singaporees zwemster

## 1980-1989

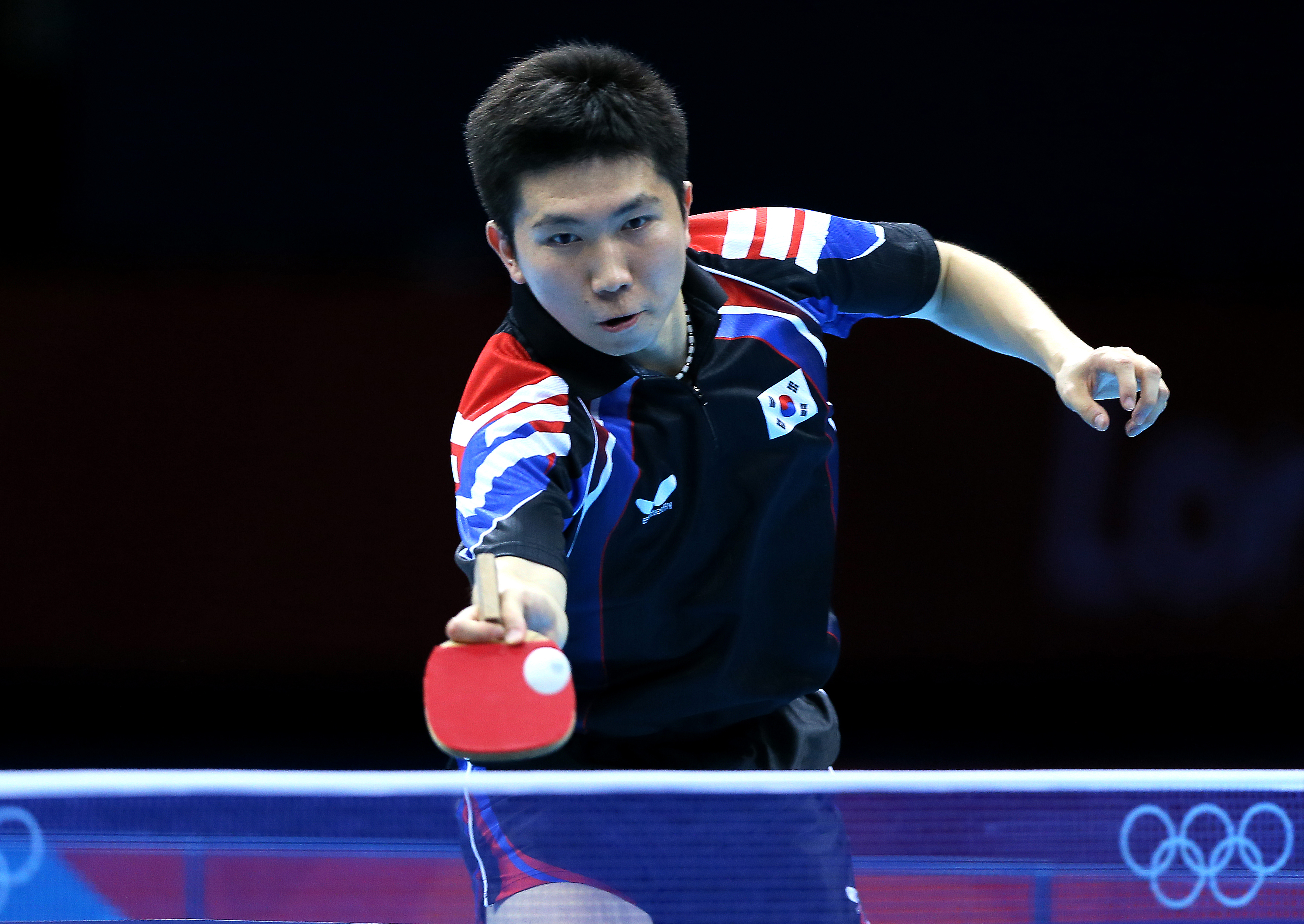
Tafeltennisser Ryu Seung-min (1982)

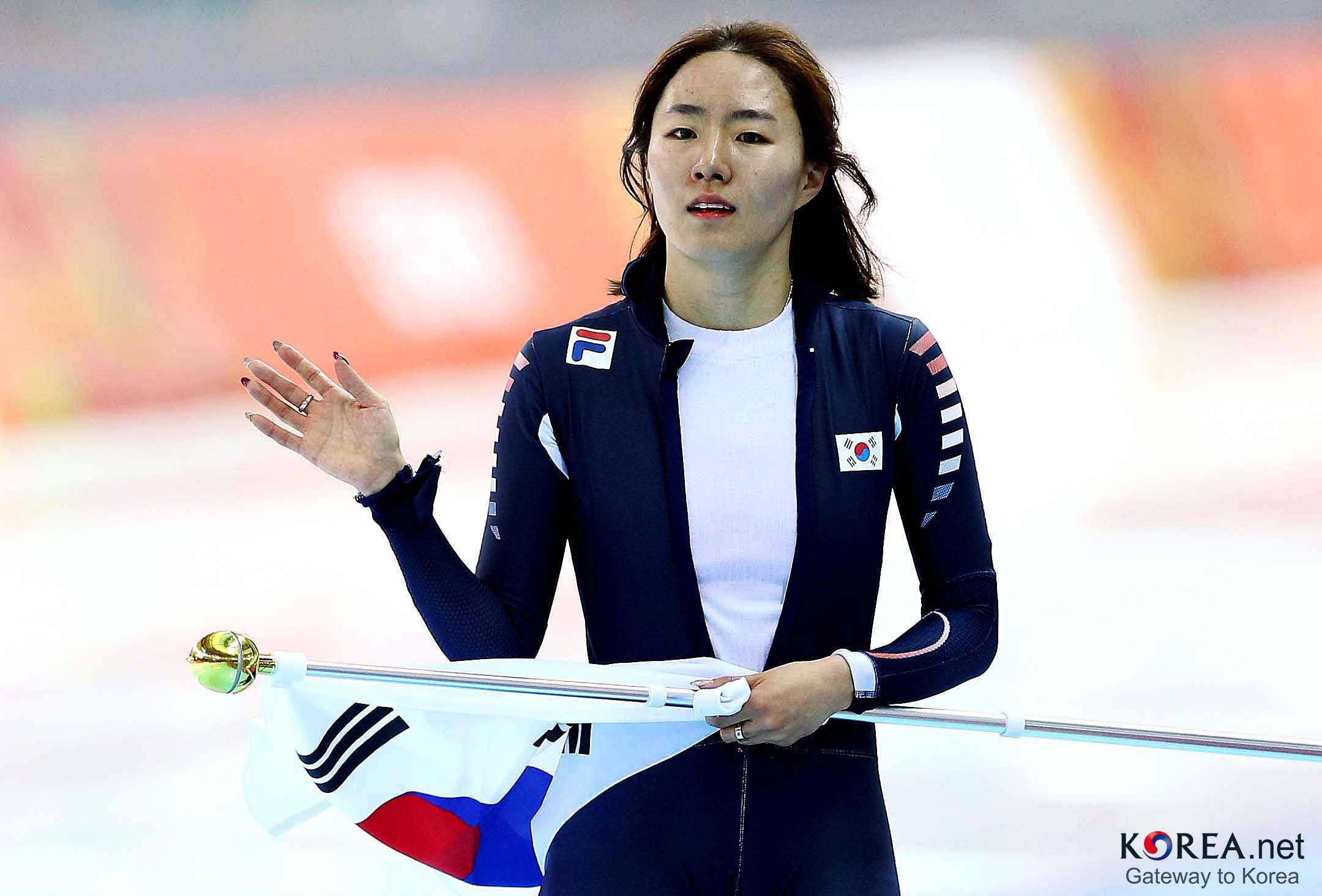
Langebaanschaatsster Lee Sang-Hwa (1989)

- Cathy Shim (1980), actrice en producer
- Yang Tae-young (1980), turner
- Park Ji-sung (1981), voetballer
- Rain (1982), acteur en zanger
- Ryu Seung-min (1982), tafeltennisspeler
- Choi Eun-kyung (1984), shorttrackster
- Ahn Hyun-soo (1985), shorttracker die ook bekend is als Viktor An
- Lee Ho-suk (1986), shorttracker
- Lee Yong (1986), voetballer
- Park Joo-ho (1987), voetballer
- Lee Chung-yong (1988), voetballer
- Lee Seung-hoon (1988), langebaanschaatser en shorttracker
- Kim Shin-wook (1988), voetballer
- Lee Sang-hwa (1989), langebaanschaatsster
- Mo Tae-bum (1989), langebaanschaatser

## 1990-1999
- Heo Min-ho (1990), triatleet

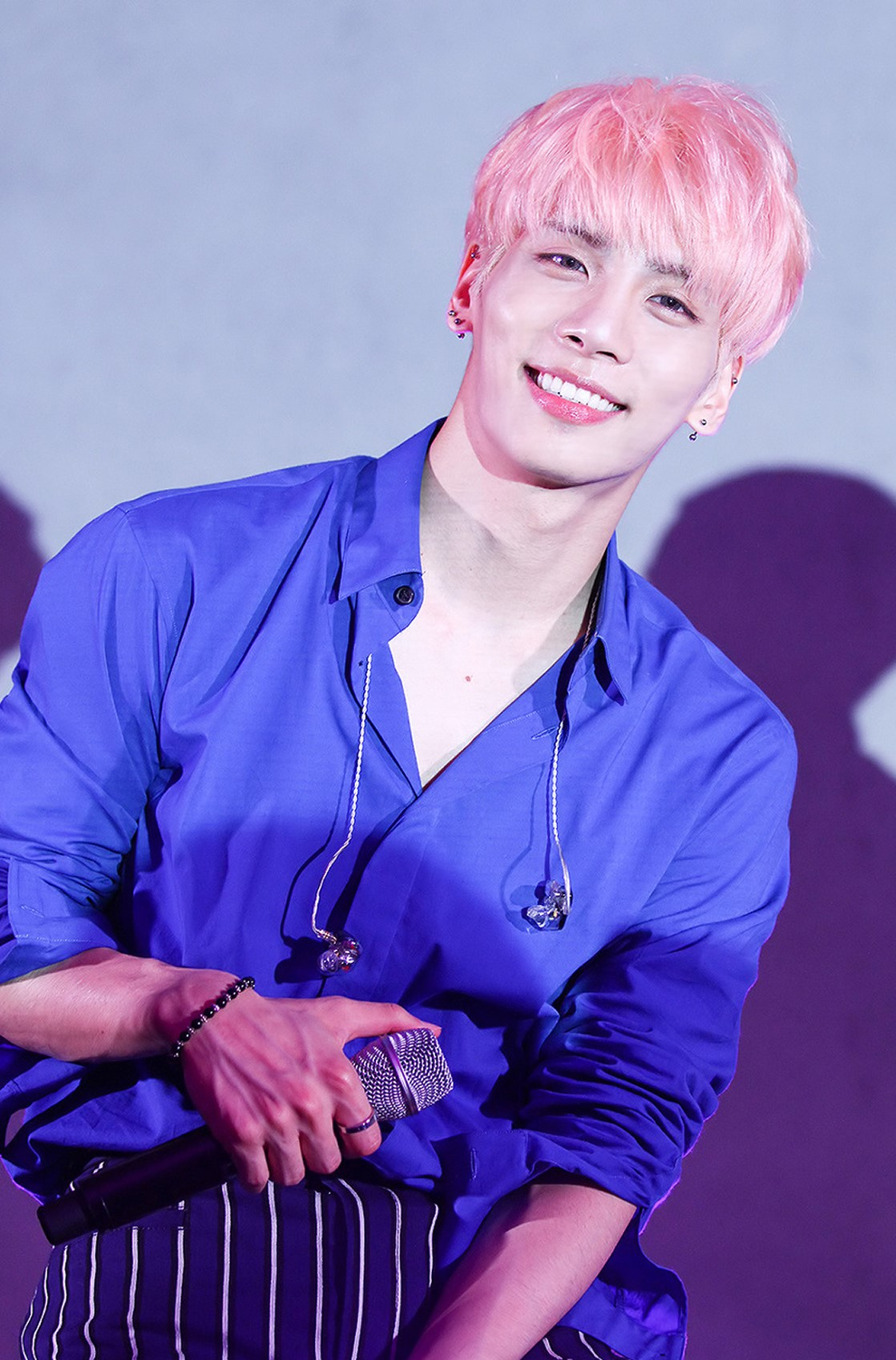
Zanger Kim Jong-hyun (1990-2017)

- Kim Jong-hyun (1990-2017), diskjockey, zanger, songwriter, radiopresentator en auteur
- Kim Seung-gyu (1990), voetballer
- Sungbong Choi (1990-2023), zanger
- Kim Seokjin (1992), zanger van de groep BTS
- Moon Seon-min (1992), voetballer
- Park Seung-hi (1992), shorttrackster en langebaanschaatsster
- Min Yoongi (1993), rapper van de groep BTS
- Park Do-yeong (1993), langebaanschaatsster
- Choi Jae-woo (1994), freestyleskiër
- Jung Hoseok (1994), rapper van de groep BTS
- Kim Namjoon (1994), rapper van de groep BTS
- HoYeon Jung (1994), model en actrice
- Kim Tae-yun (1994), langebaanschaatser
- Kim Jun-ho (1995), langebaanschaatser
- Kim Taehyung (1995), zanger van de groep BTS
- Park Jimin (1995), zanger van de groep BTS
- Jeon Jungkook (1997), zanger van de groep BTS
- Twan Vet (1998), dichter

## Vanaf 2000

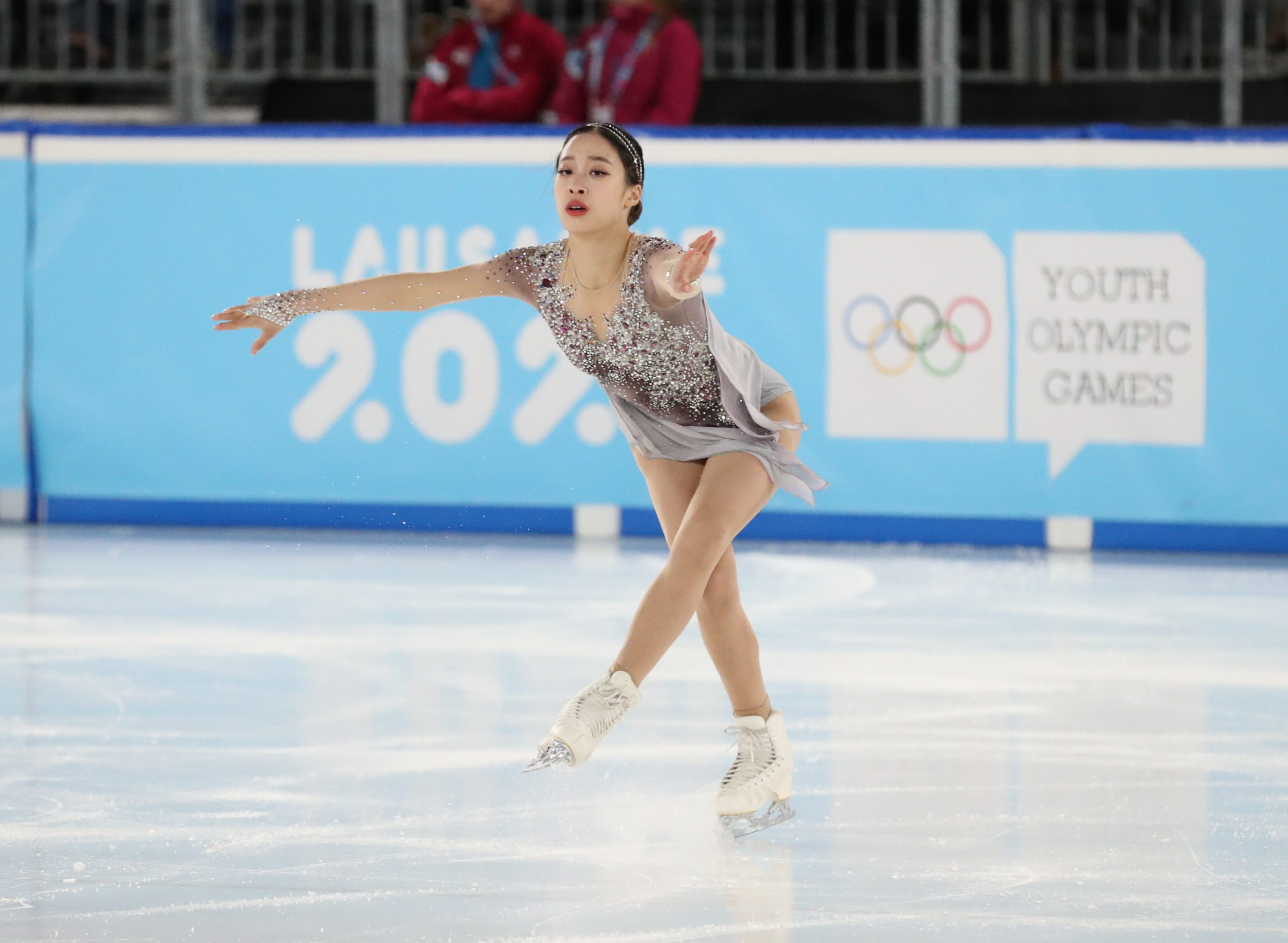
Kunstschaatsster You Young (2004)

- Choi Da-bin (2000), kunstschaatsster
- Kim Sae-ron (2000-2025), actrice
- You Young (2004), kunstschaatsster